# Chiang Mai
Chiang Mai er Thailands næststørste by med 1.198.000 (2022) indbyggere. Byen, der ligger ca. 700 km nord for Bangkok, er den vigtigste by i Nordthailand. Oprindeligt var Chiang Mai hovedstaden i Lanna-kongeriget (1292-1775), som siden blev indlemmet i Siam (gammelt navn for Thailand indtil 1939), i dag hovedstad i provinsen af samme navn, Chiang Mai.

## Kultur
Byen er kendt for sin gamle kultur og sine mange håndværk – deriblandt silke og træskærearbejder, samt keramik og smykker. Natmarkeded, trekking-ture og de mange templer er alle vigtige attraktioner for de mange turister, der hvert år besøger byen.
Den årlige blomsterfestival, Den Royale Flora Ratchaphruek, der tiltrak i 2006-7 3.781.624 gæster.
I perioden omkring den nationale Loy Krathong-festlighed ved første fuldmåne i november, flokkes især indenlandske turister til Chiang Mai, der i flere dage fejrer begivenheden med at ære flodens gudinde, Phra Mae Khong Ka. Chiang Mai-festen stammer egentlig fra Lanna-kongeriets Yee Peng fest, der dog har overtaget Siam-kongerigets traditioner. I en årrække fyldtes himlen over Chiang Mai af tusindvis lysende Khom Fai (sky lanterns/himmel lanterner), såkaldte kinesiske lanterner, varmluftsballoner af rispapir opvarmet af en lysende kerosin-flamme, men dette er de seneste år blevet begrænset, grundet gener for luftfarten.

## Turisme
De tre største nationaliteter for udenlandske besøgende i 2018 var Kina med 43 procent, 1,9 millioner, og USA med 8 procent, 0,4 millioner, samt Storbritannien med 5 procent, 0,2 millioner. Chiang Mai har i mange år også været en populær by blandt digitale nomader, som har bosat sig i byen.

## Luftforurening
Chiang Mai er periodevis hærget af smog grundet årlig skovafbrænding samt byens voksende trafik, if. organisationen Green Peace er byen det mest småpartikel-forurenede område i Thailand. If. US Air Quality Index 2018 var Chiang Mai den 6. mest luftpartikelforurenede by i verden, i 2019 blev byen målt som nummer 3, og i begyndelsen af marts som verdens mest forurenede by. Andre områder kan også periodevis være plaget af årlige skovafbrændinger, også i flere kvarterer i storbyen Bangkok er der målt trafikforurening over såkaldt sikkert niveau, i 2019-listen indtager Bangkok en 9. plads.
I 2023 lå Chiang Mai en en periode som verdens mest luftforurene sted. I løbet af årets første tre måneder blev flere end 12.000 hospitalsindlagt på grund af luftkvaliteten og 1,73 millioner måtte søge hjælp. Landsbyer i distrikterne Mueang og Hang Dong blev erklæret for katastrofezoner af provinsadministrationen. PM2.5-støvniveauet var mange gange højere end Thailands sikkerhedsniveau på 50μg/m³. I Chiang Mai blev det målt til 341μg/m³. Thailand søgte samarbejde med nabolande for at håndtere grænseoverskridende luftforurening, som alvorligt påvirker de nordlige provinser i Thailand.